# Зниклі серед живих
«Зниклі серед живих» (рос. «Пропавшие среди живых») — радянський повнометражний кольоровий художній фільм, поставлений на Кіностудії «Ленфільм» в 1981 році режисером Володимиром Фетіним за однойменною повістю Сергія Висоцького.
Прем'єра фільму у СРСР відбулася у вересні 1981 року.

## Зміст
Бувалий злочинець підставив простого молодого таксиста так, що той виглядав винним у вбивстві, якого не скоював. Тепер його єдина надія на те, що досвідчений слідчий Корнілов розбереться в тому, як все було насправді та покарає справжніх винних.

## Ролі
- Михайло Долгінін — таксист Євген Хилков «Кволий»
- Павло Кадочников — Федір Борисович Кашлев «Нирок»
- Ернст Романов — полковник Ігор Васильович Корнілов
- Ірина Богданова — Настя, дівчина Хилкова
- Олександр Дем'яненко — капітан міліції Юрій Євгенович Белянчіков
- Сергій Іванов — Семен Бугаєв
- Володимир Юр'єв — Міша Загоруйко «Жахи», спільник Кашльові

## В епізодах
- Олена Андерегг — директор ресторану
- Олександр Анисімов — Олексій Потапович Сироткін
- Юрій Башков — працівник таксопарку
- Геннадій Воропаєв — власник «Волги»
- Тетяна Голишева - офіціантка
- Людмила Ксенофонтова — власниця червоних «Жигулів»
- Ельвіра Колотухін — співробітниця розшуку
- Галина Сабурова — директор кафе Раїса Григорівна
- Валерій Смоляков — 'Анатолій, убитий у ліфті
- Світлана Карпінська — Віра Петрівна, цивільна дружина Сироткіна
- Геннадій Корхова — епізод
- Станіслав Соколов — знайомий Олега Сергійовича
- Юрій Сумін — епізод
- Георгій Тейх — картковий гравець
- Надія Шумилова — співробітниця ДАІ
- Дмитро Шулькін — епізод
- Юрій Шепелєв — епізод
- Лідія Кузнецьова — епізод (в титрах не вказана)

## Знімальна група
- Автор сценарію — Сергій Висоцький
- Режисер-постановник — Володимир Фетін
- Оператор-постановник — Євген Шапіро
- Художник-постановник — Олексій Рудяков
- Композитор — Віктор Лебедєв
- Звукооператор — Геннадій Корхова
- Оркестр Ленінградського мюзик-холу
диригент — Олег Куценко
- Режисер — Валерій Апананський
- Оператори — А. Карелін, В. Марков
- Монтаж — Олександра Боровська
- Грим — Е. Єршової
- Костюми — Тетяни Мілеант
- Комбінований зйомки:
Оператор — Д. Желубовський
Художник — О. Миколаїв
- Консультанти — Н. П. Хромов, В. Т. Арендаренко, М. Г. Любарський
- Редактор — Є. Пєчніков
- Асистенти:
режисера — О. Андрієв, Е. Бельська
оператора — С. Охапкін, А. Тимошин
по монтажу — Н. Вейтцель
- Художник-декоратор — Ю. Ротин
- Художник-фотограф — Ж. Блинова
- Майстер світла — Н. Лебідєв
- Адміністративна група — Ада Ставісская, В. Юмакова, В. Овчаренко
- Директор картини — Олексій Гусєв

## Додаткові факти
Цікаво, що сцени, де Євген з подругою плавають на човні, знімали в гатчинськом парку, а де Кошмарик сидів у ресторані — в п. Вира, ресторан «У Самсона Виріна» на трасі Санкт-Петербург-Псков (Київське шосе, приблизно 60-70 км). Ресторан і зараз діє.